# Mood Ring (chanson de Britney Spears)
Singles de Britney Spears
Slumber Party
(2016) Swimming in the Stars
(2020)
Mood Ring est une chanson de l'artiste pop américaine Britney Spears. Le titre sort le 29 mai 2020 mais est initialement enregistré en juin 2015 dans le studio d'enregistrement de la chanteuse à Los Angeles. Le titre mélangeant pop et RnB apparaît sur le neuvième album studio Glory de Britney Spears. La chanson sort sous le label RCA Records et est disponible en téléchargement et en Streaming dans le monde entier. Le titre est produit par DJ Mustard, coproduit par Twice as Nice et est écrit par Dijon McFarlane, Nicholas Audino, Te Whiti Warbrick, Lewis Hughes, Jon Asher et Melanie Fontana.

## Composition
Pendant le processus d'écriture, les compositeurs Fontana et Asher confient qu'ils avaient tous les deux le "cerveau de Britney"  et l'imaginaient "jouer le morceau sur scène et danser sur un potentiel nouveau clip". Fontana, qui a fourni la voix sur la version démo de "Mood Ring", a également chanté la chanson d'une manière qu'elle envisageait pour la chanteuse. Musicalement, la chanson est décrite comme une chanson R&B et "électro-teinté". D'une durée de trois minutes et quarante-huit secondes, la chanson suit le vers traditionnel : structure de la chanson chorale sur une production "lente" du producteur Mustard qui avait travaillé sur plusieurs projets comme Anti de Rihanna et Late Nights de Jeremih. Les paroles de la chanson se concentrent sur la chanteuse qui se remet en question et qui doit «décider entre deux versions d'elle-même».

## Sortie de la chanson
La chanson est initialement promue sur le compte Twitter du producteur Mustard le 10 août 2016. Malgré cette promotion, le titre ne figue ni sur l'édition standard ni sur l'édition deluxe de l'album Glory mais apparaît en tant que titre bonus pour l'édition japonaise le 14 septembre 2016 et plus tard encore, dans l'édition de la tournée au Japon de la chanteuse. À la suite de la campagne #JusticeForGlory lancée par les fans de Britney Spears sur les réseaux sociaux lors de la pandémie COVID-19,, la chanteuse a dévoilé une nouvelle pochette pour Glory le 8 mai 2020, près de quatre ans après sa sortie en 2016.

## Liste des pistes
| Mood Ring – Édition en téléchargement numérique | Mood Ring – Édition en téléchargement numérique | Mood Ring – Édition en téléchargement numérique | Mood Ring – Édition en téléchargement numérique | Mood Ring – Édition en téléchargement numérique | Mood Ring – Édition en téléchargement numérique | Mood Ring – Édition en téléchargement numérique | Mood Ring – Édition en téléchargement numérique | Mood Ring – Édition en téléchargement numérique | Mood Ring – Édition en téléchargement numérique |
| No                                              | Titre                                           | Durée                                           |                                                 |                                                 |                                                 |                                                 |                                                 |                                                 |                                                 |
| ----------------------------------------------- | ----------------------------------------------- | ----------------------------------------------- | ----------------------------------------------- | ----------------------------------------------- | ----------------------------------------------- | ----------------------------------------------- | ----------------------------------------------- | ----------------------------------------------- | ----------------------------------------------- |
| 1.                                              | Mood Ring                                       | 3:48                                            |                                                 |                                                 |                                                 |                                                 |                                                 |                                                 |                                                 |
| 3:48                                            |                                                 |                                                 |                                                 |                                                 |                                                 |                                                 |                                                 |                                                 |                                                 |

## Crédits
Crédits adaptés par Tidal.
- Britney Spears : voix, chœurs
- Dijon McFarlane : écriture, compositeur
- Te Whiti Warbrick : écriture, compositeur
- Lewis Hughes : écriture, compositeur
- Nicholas Audino : écriture, compositeur
- Melanie Fontana : écriture, compositeur, chœurs
- Jon Asher : écriture, compositeur, chœurs
- DJ Mustard : producteur
- Twice As Nice : coproducteur
- Julian Brindle : ingénieur du son
- Jaycen Joshua : mixage
- Maddox Chhim : arrangement
- Dave Nakaji : arrangement

## Classements

### Classement de 2020
| Classement (2020)                | Meilleure position |
| -------------------------------- | ------------------ |
| Australie - Itunes Performance   | 1                  |
| États-Unis - Itunes Performance  | 1                  |
| France Téléchargements (SNEP)    | 16                 |
| France - Itunes Performance      | 1                  |
| Royaume-Uni - Itunes Performance | 1                  |

## Réalisation
| Région | Date        | Format                              | Version   | Label       | Ref    |
| ------ | ----------- | ----------------------------------- | --------- | ----------- | ------ |
| Monde  | 29 mai 2020 | Téléchargement numérique, streaming | Originale | RCA Records | [ 16 ] |